# A.C. Milan w sezonie 1959/1960

Klubowe barwy Milanu

Osiągnięcia i skład piłkarskiego zespołu A.C. Milan w sezonie 1959/60.

## Osiągnięcia
- Serie A: 3. miejsce
- Puchar Włoch: odpadnięcie w 1/16 finału
- Puchar Europy: odpadnięcie w 1/8 finału

## Podstawowe dane
- Oficjalna nazwa klubu: Associazione Calcio Milan
- Siedziba klubu: Via Andegari 4
- Boisko: San Siro; Arena Civica
- Prezes klubu:  Andrea Rizzoli
- Trener zespołu:  Luigi Bonizzoni[1]
- Kapitan drużyny:  Nils Liedholm

## Skład zespołu
Bramkarze:
| Włochy | Luciano Alfieri |
| Włochy | Bruno Ducati    |
| Włochy | Giorgio Ghezzi  |

Obrońcy:
| Włochy | Benedetto De Angelis |
| Włochy | Cesare Maldini       |
| Włochy | Gilberto Noletti     |
| Włochy | Sandro Salvadore     |
| Włochy | Giovanni Trapattoni  |
| Włochy | Mario Trebbi         |
| Włochy | Francesco Zagatti    |

Pomocnicy:
| Włochy           | Giancarlo Bacci         |
| Włochy           | Sergio Bettini          |
| Włochy           | Giorgio Fogar           |
| Włochy           | Alfio Fontana           |
| Argentyna        | Ernesto Grillo          |
| Szwecja          | Nils Liedholm           |
| Włochy           | Vincenzo Occhetta       |
| Włochy           | Ambrogio Pelagalli      |
| Włochy           | Cesare Reina            |
| Urugwaj · Włochy | Juan Alberto Schiaffino |

Napastnicy:
| Brazylia · Włochy | José Altafini     |
| Włochy            | Gastone Bean      |
| Włochy            | Giancarlo Danova  |
| Włochy            | Paolo Ferrario    |
| Włochy            | Giancarlo Gallesi |
| Włochy            | Carlo Galli       |